# 十七歳の地図 (アルバム)
『十七歳の地図』（じゅうななさいのちず）は、日本のシンガーソングライターである尾崎豊の1枚目のオリジナル・アルバム。英題は『SEVENTEEN'S MAP』（セブンティーンズ・マップ）。
1983年12月1日にCBS・ソニーからリリースされた。CBS・ソニー主催の「SDオーディション」で合格した尾崎によるファーストアルバムであり、作詞・作曲は尾崎、プロデュースは須藤晃が担当している。レコーディングは尾崎が高校在学中であった1983年に東京都内で行われ、浜田省吾が所属していたロックバンドである愛奴メンバーであった町支寛二や青山徹が参加しており、編曲は町支および浜田のバックバンドに所属していた西本明が担当している。また、HOUND DOGのボーカリストである大友康平がコーラスとして参加している。
本作と同時にシングル「15の夜」がリリースされた他、後にリカットとして「十七歳の地図」、「はじまりさえ歌えない」がリリースされた。その後本作リリースから8年後にJR東海「ファイト! エクスプレス」のコマーシャルソングとして使用された「I LOVE YOU」がリリースされ、11年後にフジテレビ系テレビドラマ『この世の果て』の主題歌として使用された「OH MY LITTLE GIRL」がリリースされた。また、シングルカットされていないがフジテレビ系新春ドラマスペシャル『僕が僕であるために』（1997年）の主題歌として使用された「僕が僕であるために」が収録されている。
本作はオリコンアルバムチャートにおいて1991年の再リリース盤が最高位第2位となり、売り上げ枚数は113万枚でミリオンセラーとなった。再リリース盤の売り上げは1996年1月時点で160万枚を超え日本レコード協会からクワドラプル・プラチナ認定を受けた他、最終的な総売り上げ枚数はおよそ300万枚となっている。多くの批評家たちからは肯定的に評価され、10代の心情を綴った歌詞が高い注目を集めた他、ブックオフオンラインの「邦楽名盤100選」に選定された。

## 背景
小学校5年生の時に両親が一戸建てを購入した事から東京都練馬区から埼玉県朝霞市に引っ越す事となった尾崎であったが、転校先の学校に馴染めず、毎朝登校する振りをして家を出た後1時間ほどして家に帰り、実際には登校していない日々が続くようになった。尾崎は幼少の頃に内向的な性格であったと述べ、自らの性格を「自我が強くて協調性に欠け、さめてた」と述べた他、周囲の人間がアイドル歌手に夢中になっている事を軽蔑していたという。学校に行かずにいた尾崎が音楽に触れるきっかけとなったのは、兄が購入して使用されていなかったクラシック・ギターを手に取り始めた事であった。あらゆるフォークソング、シンガーソングライターの曲に興味を持っていた尾崎は、特に井上陽水の詞の世界のシチュエーションに強く惹かれていた。小学校6年生になると半年に渡り登校拒否を続けており、その間、井上やさだまさし、イルカの曲をギターを弾きながら歌う日々が続いていた。
中学生になると尾崎は朝霞の中学校には入学せず、以前住んでいた練馬区の中学校に越境入学する事となる。旧友たちと再会した尾崎は学校に行くようになり、フォークソング・クラブに所属する事となった。小学校に行かず毎日ギターを弾いていた尾崎は、同学年の誰よりもギターも歌も上手かったためすぐに一目置かれるようになり、声質が岸田智史に似ているという事から文化祭で演奏する事となり一躍学校内で有名な存在となる。その後、青山学院高等学校へと進学した尾崎は、平日も休日もアルバイトに明け暮れる事となり、その最中でジャケットを見ただけで何となく購入したジャクソン・ブラウンのアルバム『孤独なランナー』（1977年）の表題曲を聴いて衝撃を受ける。その影響で「町の風景」や「ダンスホール」などの曲が制作されたが、ギター1本の弾き語りスタイルは時代遅れのフォークソングと捉えられると考えた結果誰にも公表せずにいた。
その頃、中学時代の友人と会った際に「音楽でやっていくつもりだ」と打ち明けるものの、友人からは「まだ何もやっていない」と指摘された事を受け、CBS・ソニー主催の「SDオーディション」、ビクター主催のオーディションにそれぞれ応募する事となる。ビクターのオーディションで2次審査まで進んだ尾崎であったが、10分近くある「町の風景」を演奏した際に審査員から「長すぎる」と指摘された事で、自分の曲を理解していないと思い、不信感を抱いた事から次の「SDオーディション」には行かず、友人の家に滞在していた。しかし、CBS・ソニーのオーディション担当者やマザーエンタープライズの社長であった福田信は衝撃を受け、当日尾崎がオーディションに来るのを心待ちにしていたが、一向に本人が現れないためスタッフ側から自宅へ連絡を入れ、さらに尾崎の友人の家まで電話を掛けてまでオーディションへの参加を促す事となった。オーディションに合格出来るはずがないと考えていた尾崎は、ジーパンにビーチサンダルという出で立ちで会場に現れ、「町の風景」や「ダンスホール」など全4曲を演奏した。
尾崎はオーディションに合格し、CBS・ソニーのディレクターであった須藤晃が尾崎の担当となり、月に一度両者が会う機会が設けられた。会合は必ず土曜日もしくは日曜日であったが、その理由は平日は尾崎の下校後のアルバイトが忙しかったためであった。会合の席で須藤は尾崎の作成したデモテープや大学ノートに綴られた歌詞に目を通していたが、尾崎の書く歌詞は大人びたまるで人生を悟ったかのようなものであり、須藤の望むような作品ではなかったため音楽に関する話はせず、尾崎の読む本の話や日常の話をするに留めていた。その後、尾崎が書いてきた「十七歳の地図」の歌詞を見た須藤は「十七歳の少年そのものの言葉が息づいている歌」として感嘆し、ようやくレコーディングに取りかかる事となった。また、当時はたのきんトリオや松田聖子、中森明菜などのアイドル全盛期であった事もあり、尾崎もルックスの良さからアイドルデビューの話が持ち上がったが須藤がこれを拒否した。

## 録音、制作
プロデューサーは須藤晃が担当した。須藤はこの当時、浜田省吾、杉真理、村下孝蔵、国安修二、五十嵐浩晃、ハイ・ファイ・セットなどのアーティストを担当していた。須藤は当時オーディションに関心がなかったためほとんど関与していなかったが、「フォークっぽいから、須藤がやればいい」との会社の決定で尾崎を担当する事となった。本アルバムは全ての作詞、作曲を尾崎が行っており、編曲は佐野元春のバックバンド「THE HEARTLAND」のメンバーだった西本明や、浜田省吾のサポートを長年行っている町支寛二の2名が担当している。また収録曲の「ハイスクールRock'n'Roll」ではHOUND DOG所属の大友康平がコーラスとして参加している。
実際にレコーディングが始まるまでの間に須藤と尾崎とでミーティングが何度か行われ、いくつかの曲タイトルや曲構成などが変更されている。一例として「無免で…」は「15の夜」へ、「街の風景」は長すぎるという理由で歌詞を削られ5分程度に、「セーラー服のリトルガール」は「OH MY LITTLE GIRL」、「セーラー服」は「ハイスクールRock'n'Roll」へとそれぞれ変更された。その後、須藤はアルバムタイトルを『十七歳の地図』と決定し、尾崎に「十七歳の地図」というタイトルの曲を制作するよう指示、尾崎が実際に制作してきた「十七歳の地図」の歌詞を見て感嘆した須藤はようやくレコーディングに取りかかる事となった。正式なレコーディングが開始されるにあたり、須藤は尾崎が所属していた学校側に確認を行い、「海外に行ったりしなければいい」との返答を得る事となった。なお、レコーディング開始前に制作された曲は「街の風景」「15の夜」「十七歳の地図」「愛の消えた街」「OH MY LITTLE GIRL」「僕が僕であるために」の6曲であった。
1983年7月30日18時から、当時高校三年生であった尾崎にとって初となるレコーディングが開始された。尾崎は夏休み前に校内での喫煙や渋谷での飲酒、騒乱によって無期停学となっており、その期間にレコーディングが開始される事となった。7月30日から31日にかけて「愛の消えた街」、「15の夜」、「僕が僕であるために」が録音されている。当初はリズム録りが行われており、全体のメロディーとリズムを照らし合わせるため尾崎のボーカルも録音されていたが、その時のテイクがそのまま使用されている曲も多くある。
レコーディング開始に当たり、用意されていた曲は完成品に収録されている曲以外にも「ダンスホール」、「もうおまえしか見えない」、「野良犬の道」、「からっぽの疾走」などがあったが、須藤の判断によりこれらの曲はレコーディングされなかった。その後の打ち合わせの時点までは「ダンスホール」も収録曲候補として残っていたが、ジャクソン・ブラウンの「ザ・ロード」に似ている事から収録が見送られた。結果として、レコーディング準備の開始以前に制作された曲からは「町の風景」のみが採用され、残りの9曲は全てレコーディング準備が開始されてから制作される事となった。レコーディングも進み、終盤に差し掛かった所で須藤から「曲が足りないからバラードを1曲書いてきて」と要請された尾崎は、「I LOVE YOU」を制作する事となり、この曲が本作で最後に制作され、また最後にボーカル録りをした曲となった。レコーディング期間は4か月に亘り、10月にミックスダウンが行われ終了となった。

## 音楽性とタイトル
アルバムタイトルは中上健次の小説『十九歳の地図』（1973年）に登場する新聞配達の少年と尾崎のイメージを重ねていた事から、須藤が『十七歳の地図』と決定した。レコーディング開始前に尾崎が持参したデモテープに収録されていた曲は、須藤にとっては叙情派フォークのような音楽性であり、声質や歌詞には着目していたが、音楽的には突出したものがないと判断されていた。また、オーディションで演奏された「ダンスホール」のテープを聴いた須藤は、歌詞が大人びている事から「この歌は、コイツ（尾崎）が創ったんじゃないよ」と周囲に断言していた。その後須藤は自身が甲州街道の歩道橋を渡っていた時に車の流れをずっと見続け、車の流れの先に夕陽が沈む光景を見て涙が止まらなくなった事を尾崎に語り、その後尾崎が制作した曲が「十七歳の地図」となった。また「十七歳の地図」の完成度に驚愕した須藤は、「ダンスホール」を始めそれ以外のデモテープの作品も全て尾崎自身が制作していると確信する事となった。
その後須藤からロックンロールの曲を入れる提案を受けた尾崎は「ロックンロールって何ですか?」と質問をしたため、須藤はチャック・ベリーやバディ・ホリーなどを例に出した他、事務所の先輩であるHOUND DOGの曲を聴かせて説明した。須藤は尾崎に対して様々なレコードを提供しており、尾崎は当初からビリー・ジョエルやブルース・スプリングスティーン、アナーキーを愛好していた他、浜田省吾や佐野元春に特に強い関心を抱いていた。尾崎本人がアルバム制作未経験であり、完全に打ち解けた話し合いが行える状況ではなかった事から、本作の一部曲タイトルや曲順は須藤によって決定された。本作において尾崎は自身の周囲にある街の風景を描いているため、「冷たい街の風に歌い続けてる」という歌詞で終了する「僕が僕であるために」が最終曲として選定された。須藤は尾崎の想定外のものにはなっていないはずであると述べている。
『KAWADE夢ムック 尾崎豊』にて音楽ライターの松井巧は、佐野元春のバックバンドを務めた西本明や浜田省吾のサポートメンバーであった町支寛二の他に、ギタリストとして鳥山雄司や北島健二などの実力派プレイヤーによるセッションワークが特徴であると指摘した他、ニュー・ウェイヴが流行していた時代故のエレクトリックサウンドであると主張、さらに尾崎が影響を受けていたジャクソン・ブラウンやブルース・スプリングスティーンのようなアメリカン・ロック風のタイトな曲や感傷的なバラードを中心に構成されていると指摘した。また同書にて詩人の和合亮一は、時代によって音楽のデジタル化が進む中で「I LOVE YOU」や「OH MY LITTLE GIRL」が長く取り上げられているのは「技術では産み出せぬ何かが」あると述べ、映画評論家の北小路隆志はサウンドが「いかにも80年代的」であると述べた他、「ハイスクールRock'n'Roll」は途中でレゲエが挿入されるなど洗練された作りになっていると主張した。音楽誌『別冊宝島1009 音楽誌が書かないJポップ批評35 尾崎豊 FOREVER YOUNG』においてフリーライターの河田拓也は、「80年代ニューミュージックの定型を出るものには聴こえない」と指摘し、後のJ-POPの原型ともなる音作りであると述べた他、「いわゆる『ドンシャリ』の無機的で冷たく平板な音」とも述べている。

## 楽曲

### SIDE A
1. 「街の風景」 - SCENES OF TOWN
尾崎が音楽活動を始めた初期に作られた曲のひとつで、原題は「町の風景」。尾崎が1982年10月11日に受けたCBS・ソニーのオーディション『CBS SONY Sound Development Audition 1982』で「ダンスホール」、「もうおまえしか見えない」、「Street Blues」と共に歌われた曲[注釈 1]。デモテープでは10分に及ぶ長い曲であったが、レコーディングの際にプロデューサーの須藤の意向によって時間が縮められた他、2番のAメロがカットされた[注釈 2]。カットされた歌詞には「人間喜劇さ」という箇所があり、須藤はこの言葉に「16才ぐらいで、人生について達観したり悟ったみたいなことを言うんじゃないよ」と強い違和感を持っていたが、時間短縮の要請時に尾崎がその箇所をカットしたため安堵したと述べている[22]。また須藤は歌詞中にある「アスファルトに耳をあて」という箇所が印象的であると述べ、青春期の少年がホームタウンから雑踏に踏み込んでいくイメージがあった事からアルバムの1曲目に選定された[22]。
2. 「はじまりさえ歌えない」 - CAN'T SING EVEN THE BEGINNING
詳細は「はじまりさえ歌えない」の項を参照。
3. 「I LOVE YOU」
詳細は「I LOVE YOU」の項を参照。
4. 「ハイスクールRock'n'Roll」 - HIGH SCHOOL ROCK'N'ROLL
原題は「セーラー服」。須藤から「ロックンロールの曲を入れよう」と提案されて制作した曲[45]。ロックンロールを理解していなかった尾崎に対し、須藤はバディ・ホリーやチャック・ベリーなどを例にして説明した他、HOUND DOGのアルバム『Welcome to The Rock'n Roll Show』（1980年）収録曲の「だから大好き、ロックンロール」を聴かせて説明した後に尾崎が制作した曲[45]。佐野元春の楽曲に影響を強く受けており、またロックンロールを意識しているために歌詞の要所に英語を使用し自身でハーモニーを行っている[45]。HOUND DOGの大友康平がコーラスで参加している。
5. 「15の夜」 - THE NIGHT
詳細は「15の夜」の項を参照。

### SIDE B
1. 「十七歳の地図」 - SEVENTEEN'S MAP
詳細は「十七歳の地図」を参照。
2. 「愛の消えた街」 - LOVELESS TOWN
サード・シングル「はじまりさえ歌えない」のB面曲。当時第二子が誕生し家庭を大切にしていた須藤はこのタイトルを嫌がっていたが、尾崎は「この曲は、これでいきたいんです」と述べタイトルの変更を拒否した[46]。須藤は尾崎の作品の中で最も素直でストレートに描かれた歌詞であると述べ、また尾崎はこの曲から始まり成長過程を歩んでいく事になったとも述べている[46]。
3. 「OH MY LITTLE GIRL」
詳細は「OH MY LITTLE GIRL」の項を参照。
4. 「傷つけた人々へ」 - TO ALL THAT I HURT
ファースト・シングル「15の夜」のB面曲。ライブ中に客席からヤジが飛ばされた後の演奏時に、「君の瞳の光」の箇所を「おまえらの瞳の光」と歌詞を変更した事がある[47]。
5. 「僕が僕であるために」 - MY SONG
詳細は「僕が僕であるために」の項を参照。

## リリース
当初須藤は本作に関して1983年9月21日にシングルとの同時リリースを検討していたが、実際にはレコーディング期間が長引いたため、同年12月1日にCBS・ソニーよりLP、CTの2形態でシングル「15の夜」と同時リリースされる事となった。初回プレスは1,300枚、若しくは2,234枚。その後まもなく再プレスされ「卒業」の発売につながっていった。初版プレスの少なさから、置かれているレコード店が少なかったため、リリース日になって尾崎自身が「朝霞の西友に自分のレコードが入っていない」とレコード会社に問い合わせをしている。この件に関して須藤は、当時大手レコード店がなかったため仕方のない事であると述べながらも、山野楽器などの大きな店であればともかく「朝霞の西友じゃキツイよ」と述べている。また尾崎の同級生は都内の様々なレコード店を訪れ、本作を店内の最も目立つ位置に置く行為を行った。
1985年4月1日に初CD化されスリムケースにて再リリースされ、1991年5月15日には通常ケースにて再リリース、1992年11月1日にはMDで再リリースされた。2001年4月25日には限定生産品として紙ジャケット仕様で、2009年4月22日には限定生産品として24ビット・デジタルリマスタリングされブルースペックCDで、2013年9月11日にはブルースペックCD2として再リリースされた。その後も2015年11月25日にはLPおよびCTにて再リリースされた（LP盤はボックス・セット『RECORDS : YUTAKA OZAKI』に収録）。
またCD-BOXに収録される形でのリリースとして、1995年4月25日に4枚組CDの『TEENBEAT BOX』、2004年10月27日にはSACD Hybrid仕様で3枚組CDにDVDが付属した『TEENBEAT BOX 13th MEMORIAL VERSION』、2007年4月25日には7枚組CDの『71/71』に収録されてリリースされた。

## プロモーション
本作は10月18日にマスターテープが完成、12月1日にリリースが決定している事から完成からリリースまでの期間に余裕がない状態であった。レコード会社が強く推すミュージシャンであれば、通常はリリースの半年前にマスターテープが完成していなければならない所を、本作はレコード会社側に売れる作品と認知されていなかった事もあり、積極的なプロモーションは行われなかった。
また、尾崎が所属した音楽事務所であるマザーエンタープライズはライブ活動をアーティストの基本に置く方針であったため、キャンペーンや雑誌の取材は行われなかった他、テレビ・ラジオなどのマスコミにも一切情報が提供されておらず、口コミを重視した戦略がとられていた。また、須藤は音楽性だけで浸透すると考えていたため、尾崎のビジュアルに関してほとんど表に出さない戦略がとられた。

## アートワーク
アルバムジャケットの制作は田島照久が担当した。須藤はニューヨークにあるシンク・ビッグを訪れた際に、17歳の少年でタイトルは『十七歳の地図』と尾崎の情報を伝えた上でジャケット・デザインを依頼した。それに対し田島は「英語のほうがいい」と要求したため、須藤はその場で直訳し「SEVENTEEN'S MAP」と提案した所、田島は「その少年が壁から飛び降りる感じ」というインスピレーションを得て制作する事となった。
本作のジャケットは、夕焼けに染まった積み木のような都会の建物を背景に、尾崎が高い塀を飛び越えている構図となっている。ノンフィクション作家である吉岡忍は、本作のジャケットに関して「シャープだが、全体に孤独感が漂うような地味な印象のジャケット・デザイン」と述べ、新人歌手のデビュー盤において通常であれば本人の顔を目立つように配置する事や名前やアルバムタイトルを強調する所が、本作ではそのような意向はなく尾崎の姿もジャケット上部に小さく描かれている点を指摘している。田島は尾崎が何かから脱出するイメージをデザイン化したものと述べた他、尾崎のルックスだけが先行して音楽の印象が散漫になってしまわないように、あえて本作ではルックスを強調しないように心掛けたと述べている。撮影時のオフショットであった尾崎が壁から飛び降りる前の写真は、須藤の著書『時間がなければ自由もない―尾崎豊覚書―』（1994年）のカバー写真として使用された。
田島と尾崎は1983年5月に初めて会い、その時の印象を田島は「かわいい、というか、美少年という印象だったですよ。礼儀正しくて、静かな物腰。だけど、歌を聴くと、強烈な印象があった」と述べている。その後田島は尾崎のシングル、アルバムジャケットを始めとしてコンサートのポスターやパンフレット、果ては名刺やレターヘッドに至るまでデザインを手掛けた他、自ら写真撮影を行う事やコンピュータグラフィックスの制作なども行う事となった。

## ツアー
本作リリース後、1984年2月12日に千葉マザース、2月14日に藤沢BOWにてシークレットライブが行われている。千葉マザースでは聴衆5人の前での演奏となり、聴衆よりもバンドメンバーの方が多い状態であった。同年3月15日に新宿ルイードにて尾崎の初単独ライブが行われた。当日は尾崎が退学した青山学院高等学校の卒業式の日であった。バックバンドのメンバーは一度プロデビューを果たしたエイプリルバンド（後のHeart Of Klaxon）が担当、当日は定員300人を超える600人が動員された。バックバンドのメンバーは、井上敦夫（キーボード）、鴇田靖（ギター）、田口政人（ベース）、江口正祥（ギター）、吉浦芳一（ドラムス）の5名。ライブ当日尾崎は40度近い発熱があり、解熱用の注射を打って参加する事となった。前夜には通学路の電柱に告知用のポスターを貼り付けし、「みんなよくがんばった! 卒業おめでとう!」という一文が尾崎によって書き加えられた。当日は「街の風景」から始まり最後の「15の夜」まで計11曲が演奏され、アンコールでは本作に未収録であった「シェリー」および「ダンスホール」が新曲として演奏された。結果として演奏されたのは13曲であり、通常であれば1時間程度で演奏終了となる所を、当日は尾崎のMCが長かった事もあり2時間を超えるライブとなった。
その後「六大都市ライブハウス・ツアー」として、6月15日札幌ペニーレインから6月28日の福岡ビブレホールまで6都市全6公演が行われた。このツアーでは「一からすべてを体験させよう」という事務所の方針により、移動は全て楽器を積んだワゴン車で行われた。尾崎はこのツアー中にも大学ノートを持ち歩き、楽屋で新曲を制作していた。このツアーでは当初は通常に演奏するだけであった尾崎であるが、ツアー途中からはPAスピーカーによじ登る、照明にぶら下がるなどステージアクションが激しいものになっていき、聴衆の反応も同時に激しいものに変化していった。

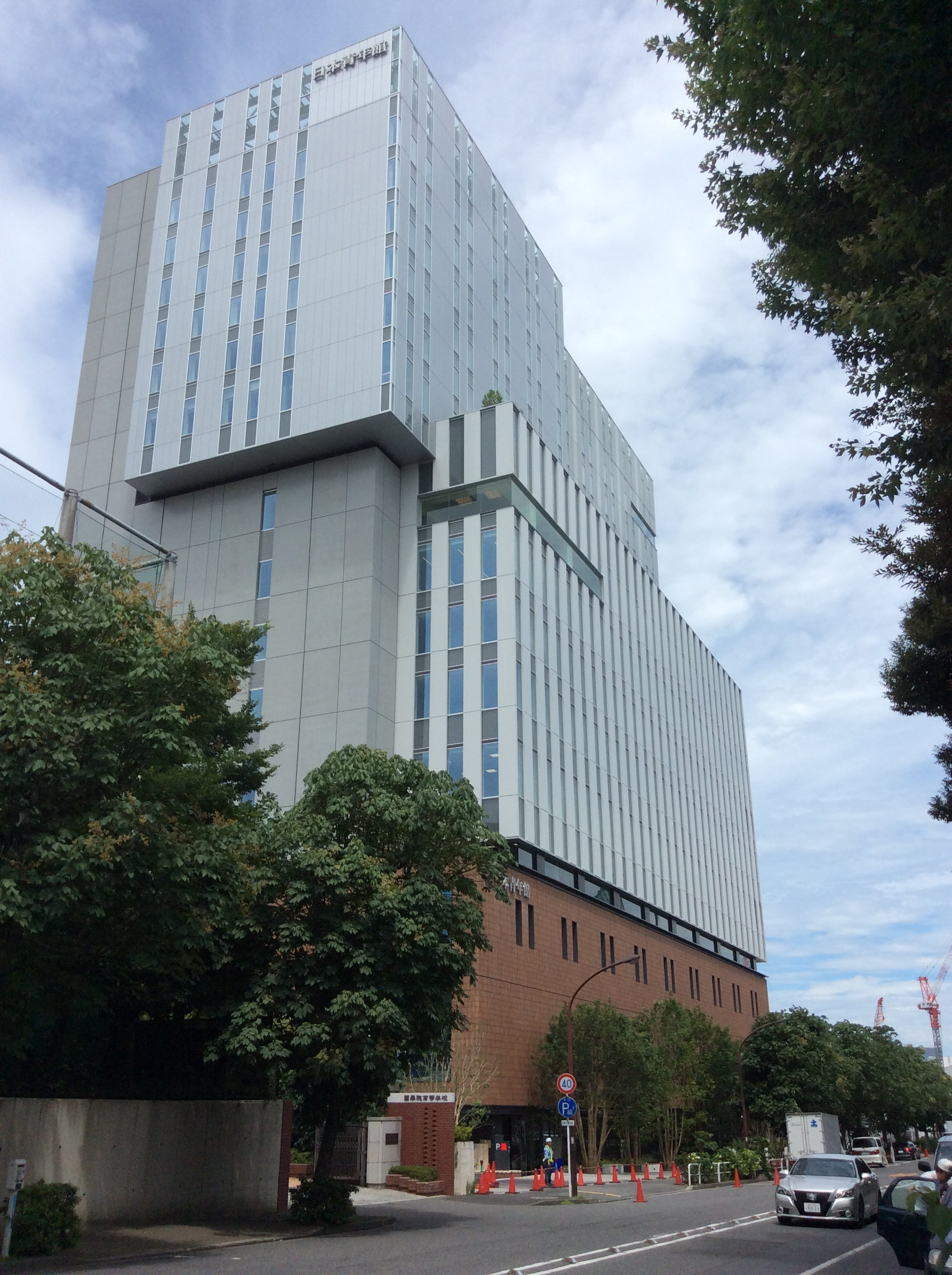
初の大ホール公演となった日本青年館

8月4日には日比谷野外大音楽堂にて開催されたイベントライブ「アトミック・カフェ・ミュージック・フェスティバル'84」に参加したが、「Scrambling Rock'n'Roll」の間奏中に尾崎は7メートルの高さがある照明のイントレの頂上に登り、間奏の終了と共にイントレから飛び降りた直後に苦悶の表情を浮かべステージ裏に退場する事態となった。同年7月1日の日比谷野外音楽堂公演にて白井貴子の前座として出演した際にも尾崎は同様の行為を行っていたが、その時はイントレの途中の4メートル付近から飛び降りたため事なきを得ていた。本来であれば少し低い地点へ移動してから飛び降りる予定であった尾崎だが、間奏が終了間近であった事や聴衆が望んでいると判断した事で頂上から飛び降りる事になったと後に述べている。7メートルの高さから飛び降りた尾崎はスタッフ二人に担がれる状態でステージに戻り、演奏が続けられていた「Scrambling Rock'n'Roll」を床に這いつくばったまま歌い終えると、続いて「十七歳の地図」および「愛の消えた街」を歌い出番が終了した。ステージを終えた後、尾崎は自身の希望により世田谷区にある自衛隊中央病院に運び込まれ、「右蹠捻挫、左踵骨圧迫骨折で全治3か月」と診断され、左踵の骨が一部陥没していた事から2週間入院する事となった。この事態により、翌日に予定されていた吉川晃司および小山卓治とのジョイントライブは参加取り止めとなった。翌日のライブでは吉川が「アイツとやりたかったのに。尾崎のバカヤロー!」とMCを行っている。これを受けた尾崎は病床にて「そうです、バカヤローです。いつかやりたいですね」と回答している。
尾崎の怪我により同年9月より予定されていた初のホールツアーは年末に延期となった。年末には改めて「FIRST LIVE CONCERT TOUR」として12月3日の秋田市文化会館から1985年2月7日の札幌教育文化会館まで21都市全21公演が開催された。このツアーでは移動にワゴン車は使用されず、飛行機での移動となった。バックバンドである「Heart Of Klaxon」のメンバーは、井上敦夫（キーボード）、鴇田靖（ギター）、田口政人（ベース）、江口正祥（ギター）、吉浦芳一（ドラムス）、阿部剛（サックス）の6名同ツアーでは1985年1月12日に日本青年館での公演が行われ、「アトミック・カフェ・ミュージック・フェスティバル'84」における骨折の件などもありほぼ全ての音楽マスコミが集結するなど高い注目度となった。当日ライブ中に尾崎が発した「お前らのその笑い声とか、お前らのその視線が俺を孤独にするんだ」というMCに対して客先から「バーカ!」というヤジが飛ばされた。また当日は事務所の勧めによってシンガーソングライターの中村あゆみも観覧に訪れていたが、尾崎のMCに拒絶反応を示し途中で退席する事となった。しかし両者は1986年にニューヨークにて再会し、その後長きに亘り交友関係が続く事となった。なお、日本青年館当日の模様は後にライブビデオ『OZAKI・19』（1997年）としてリリースされた。

## 批評
| 専門評論家によるレビュー           | 専門評論家によるレビュー |
| レビュー・スコア                   | レビュー・スコア         |
| 出典                               | 評価                     |
| ---------------------------------- | ------------------------ |
| 文藝別冊 尾崎豊 （松井巧）         | 肯定的                   |
| 文藝別冊 尾崎豊 （和合亮一）       | 肯定的                   |
| 音楽誌が書かないJポップ批評 尾崎豊 | 肯定的                   |
| CDジャーナル                       | 肯定的                   |
| 尾崎豊 Forget Me Not               | 肯定的                   |

本作のサウンド面に関する批評家たちの評価は概ね肯定的なものとなっており、書籍『文藝別冊 KAWADE夢ムック 尾崎豊』において音楽評論家の松井巧は、本作を「エレクトリック・サウンド時代のポップス」と位置付けた上で、佐野元春や浜田省吾バックバンドを務めたメンバーが参加している事から演奏面に関しては「プロの手業として舌を巻くほどのものがある」と称賛したが、ニュー・ウェイヴが全盛であった時代状況に影響されたエレクトリック・サウンドが「古さを感じさせるのも事実」とも述べた。また同書にて詩人の和合亮一は、本作が10代の作品集であるという事実に驚愕すると称賛した他、後に本作収録曲がメディアで使用された理由として、音楽にハイテクノロジー技術が導入されデジタル化が進む中で、「技術では産み出せぬ何かが、曲を産み出す尾崎の才能に確然と在り、時を経る度にこれらの音楽性に新しい意味が塗り込められていったという証である」と主張した。音楽誌『別冊宝島1009 音楽誌が書かないJポップ批評35 尾崎豊 FOREVER YOUNG』においてフリーライターの河田拓也は、西本明や町支寛二によって編曲が行われた事に触れた上で、「80年代ニューミュージックの定型を出るものには聴こえない」と指摘しながらも、マニアックなロックファン向けではなく、本作がメジャーな位置で展開されたからこそ「このアルバムはこの時代に生々しく、ダイレクトに伝わった」と肯定的に評価した。
またメッセージ性や歌唱力の評価も概ね肯定的なものとなっており、音楽情報サイト『CDジャーナル』では「当時10代ならではのナイーヴな感性が冴えた歌詞やヴォーカルが新鮮」と述べた他、後年のパブリックイメージとの戦いを描いた作品とは異なり「無垢で優しいメッセージが伝わってくるのが本作」と肯定的に評価、書籍『文藝別冊 KAWADE夢ムック 尾崎豊』において松井は、メロディーや歌詞の言葉の選定が「きわめて平易でオーソドックス」であると指摘しながらも、「その年代ならではの素養や表現力の乏しさと捉えることもできるけど、平易なポップスというのは、広くメッセージを伝える手法としては正しいといえる」と肯定的に評価、同書にて和合は「歌唱力にはめざましいものがあり、いくつものテクニックを天性として持ち得ていたのであろう」と述べた他、尾崎の魅力はシンガーソングライターとしての技巧よりも尾崎自身の未完成の人格にあると述べ、「言わばその永遠の少年像にあった」と主張した。音楽誌『別冊宝島1009 音楽誌が書かないJポップ批評35 尾崎豊 FOREVER YOUNG』において河田は、本作のサウンドが「『ドンシャリ』の無機的で冷たく平板な音」であると指摘しながらも、そのサウンドに尾崎の透明な歌声が乗る事で若者の孤独感が体現されると肯定的に評価した。音楽誌『別冊宝島2559 尾崎豊 Forget Me Not』において評論家の栗原裕一郎は、後の時代の価値観と照らし合わせた結果として「歌詞には古びた箇所も目に付く」と述べ、尾崎の死去と前後して発生したバブル崩壊からの長引く不況から若者の意識が変化し、「現在の10代を十全に代弁することはないだろう」と指摘した上で、「それもで核をなす、稀有なコピーセンスで切り取られた10代の心象には、世相の変化を超えて訴えるものがある」と肯定的に評価した。
その他、ブックオフオンラインの「邦楽名盤100選」に選定された。

## チャート成績
オリコンアルバムチャートにおいて、本作のLP盤は最高位第28位の登場週数46回で売り上げ枚数は7.0万枚、CT盤は最高位第9位の登場週数100回で売り上げ枚数は6.2万枚で累計では13.2万枚となった。1985年にリリースされたCD盤では最高位第55位の登場回数16回となり、売り上げ枚数は3.6万枚となった。その後、1991年にリリースされたCD版では最高位第2位の登場週数95回となり、売り上げ枚数は112.2万枚となった。その後の再発盤を含めた累計売り上げは300万枚近くに達する。この売り上げ枚数は尾崎豊のアルバム売上ランキングにおいて第1位となっている。
尾崎の死去直後である1992年5月25日付けのオリコンアルバムランキングでは第5位を獲得、同日のランキングでは第1位が『放熱への証』（1992年）、第4位が『回帰線』（1985年）、第6位が『LAST TEENAGE APPEARANCE』（1987年）、第7位が『壊れた扉から』（1985年）、第9位が『誕生』（1990年）と過去作が次々にランクインし、ベスト10内の6作を尾崎の作品が占める事となった。また、『街路樹』（1988年）は第14位となった。

## 収録曲
CDブックレットに記載されたクレジットを参照。
| #         | タイトル                                                | 作詞・作曲 | 編曲      | 時間  |
| --------- | ------------------------------------------------------- | ---------- | --------- | ----- |
| 1.        | 「街の風景」(SCENES OF TOWN)                            | 尾崎豊     | 西本明    | 4:56  |
| 2.        | 「はじまりさえ歌えない」(CAN'T SING EVEN THE BEGINNING) | 尾崎豊     | 西本明    | 4:28  |
| 3.        | 「I LOVE YOU」                                          | 尾崎豊     | 西本明    | 4:18  |
| 4.        | 「ハイスクールRock'n'Roll」(HIGH SCHOOL ROCK'N'ROLL)    | 尾崎豊     | 西本明    | 3:49  |
| 5.        | 「15の夜」(THE NIGHT)                                   | 尾崎豊     | 町支寛二  | 5:31  |
| 合計時間: | 合計時間:                                               | 合計時間:  | 合計時間: | 23:02 |

| #         | タイトル                               | 作詞・作曲 | 編曲      | 時間  |
| --------- | -------------------------------------- | ---------- | --------- | ----- |
| 6.        | 「十七歳の地図」(SEVENTEEN'S MAP)      | 尾崎豊     | 西本明    | 4:59  |
| 7.        | 「愛の消えた街」(LOVELESS TOWN)        | 尾崎豊     | 町支寛二  | 4:45  |
| 8.        | 「OH MY LITTLE GIRL」                  | 尾崎豊     | 西本明    | 4:35  |
| 9.        | 「傷つけた人々へ」(TO ALL THAT I HURT) | 尾崎豊     | 西本明    | 5:06  |
| 10.       | 「僕が僕であるために」(MY SONG)        | 尾崎豊     | 町支寛二  | 4:52  |
| 合計時間: | 合計時間:                              | 合計時間:  | 合計時間: | 24:17 |

## スタッフ・クレジット

### 参加ミュージシャン
CDブックレットに記載されたクレジットを参照。
| 1. 「街の風景」 - 滝本季延 – ドラムス - 本田達也 – ベース - 鳥山雄司 – ギター - 西本明 – エレクトリックピアノ、シンセサイザー 2. 「はじまりさえ歌えない」 - 滝本季延 – ドラムス、シモンズ - 本田達也 – ベース - 鳥山雄司 – ギター - 北島健二 – ギター、ギターソロ - 笛吹利明 – アコースティック・ギター - 西本明 – エレクトリックピアノ、シンセサイザー - 石井空太郎 – パーカッション 3. 「I LOVE YOU」 - 滝本季延 – ドラムス - 本田達也 – ベース - 鳥山雄司 – ギター - 西本明 – エレクトリックピアノ、シンセサイザー 4. 「ハイスクールRock'n'Roll」 - 滝本季延 – ドラムス - 本田達也 – ベース - 鳥山雄司 – ギター - 北島健二 – ギター - 西本明 – エレクトリックピアノ、シンセサイザー - ダディ柴田 – サックス - 石井空太郎 – パーカッション - 大友康平 (HOUND DOG) – コーラス 5. 「15の夜」 - 菊池丈夫 – ドラムス - 美久月千晴 – ベース - 佐藤英二 – ギター - 町支寛二 – ギター - 西本明 – エレクトリックピアノ、シンセサイザー - 板倉雅一 – ハモンドオルガン、グロッケンシュピール - 古村敏比古 – サックス - 川瀬正人 – パーカッション | 1. 「十七歳の地図」 - 滝本季延 – ドラムス - 本田達也 – ベース - 青山徹 – ギター - 鳥山雄司 – ギター、ギターソロ - 西本明 – エレクトリックピアノ、グロッケンシュピール - ダディ柴田 – サックス - 石井空太郎 – パーカッション 2. 「愛の消えた街」 - 菊池丈夫 – ドラムス - 岡沢茂 – ベース - 西本明 – アコースティックピアノ、シンセサイザー - 町支寛二 – ギター - 鳥山雄司 – ギター、ギターソロ - 滝本季延 – シモンズ - 石井空太郎 – パーカッション 3. 「OH MY LITTLE GIRL」 - 滝本季延 – ドラムス - 本田達也 – ベース - 鳥山雄司 – ギター、ギターシンセサイザー - 西本明 – アコースティックピアノ、シンセサイザー - ジョーグループ – ストリングス 4. 「傷つけた人々へ」 - 滝本季延 – ドラムス - 本田達也 – ベース - 町支寛二 – ギター - 鳥山雄司 – ギター、ギターソロ - 西本明 – アコースティックピアノ、シンセサイザー - 石井空太郎 – パーカッション - ジョーグループ – ストリングス - 比山グループ – コーラス 5. 「僕が僕であるために」 - 菊池丈夫 – ドラムス - 美久月千晴 – ベース - 佐藤英二 – ギター - 町支寛二 – 12弦アコースティック・ギター - 西本明 – アコースティックピアノ - 板倉雅一 – ハモンドオルガン |

### スタッフ
CDブックレットに記載されたクレジットを参照。
- 須藤晃 – プロデューサー
- 助川健 – レコーディング、ミックス・エンジニア
- 田島照久 – デザイン、アート・ディレクション、写真撮影
- 伊藤隆司 – セカンド・エンジニア
- 大野邦彦 – セカンド・エンジニア
- 村上茂 – プロモーション・スタッフ

## チャート、認定
| チャート         | リリース年 | 最高順位 | 登場週数 | 売上数    | 規格 | 出典   |
| ---------------- | ---------- | -------- | -------- | --------- | ---- | ------ |
| 日本（オリコン） | 1983年     | 28位     | 46回     | 7.0万枚   | LP   | [ 86 ] |
| 日本（オリコン） | 1985年     | 60位     | 10回     | 3.1万枚   | CD   | [ 2 ]  |
| 日本（オリコン） | 1991年     | 2位      | 90回     | 112.2万枚 | CD   | [ 2 ]  |
| 日本（オリコン） | 2009年     | 179位    | 2回      | -         | BSCD | [ 93 ] |

| 国/地域 | 認定組織         | 日付      | 認定                   | 売上数     | 出典   |
| ------- | ---------------- | --------- | ---------------------- | ---------- | ------ |
| 日本    | 日本レコード協会 | 1992年5月 | ゴールド               | 200,000+   | [ 94 ] |
| 日本    | 日本レコード協会 | 1992年8月 | プラチナ               | 400,000+   | [ 95 ] |
| 日本    | 日本レコード協会 | 1994年2月 | ミリオン               | 1,000,000+ | [ 96 ] |
| 日本    | 日本レコード協会 | 1994年4月 | トリプル・プラチナ     | 1,200,000+ | [ 97 ] |
| 日本    | 日本レコード協会 | 1996年1月 | クワドラプル・プラチナ | 1,600,000+ | [ 3 ]  |

## リリース日一覧
| No. | リリース日     | レーベル                       | 規格         | カタログ番号 | 備考                                             | 出典            |
| --- | -------------- | ------------------------------ | ------------ | ------------ | ------------------------------------------------ | --------------- |
| 1   | 1983年12月1日  | CBS・ソニー                    | LP           | 28AH1654     | 初版プレス1,300枚もしくは2,234枚                 | [ 98 ]          |
| 2   | 1983年12月1日  | CBS・ソニー                    | CT           | 28KH1419     |                                                  |                 |
| 3   | 1985年4月1日   | CBS・ソニー                    | CD           | 32DH192      | スリムケース                                     |                 |
| 4   | 1991年5月15日  | ソニー・ミュージックレコーズ   | CD           | SRCL1910     | 通常ケース                                       | [ 84 ] [ 99 ]   |
| 5   | 1992年11月1日  | ソニー・ミュージックレコーズ   | MD           | SRYL7022     |                                                  | [ 100 ]         |
| 6   | 1995年4月25日  | ソニー・ミュージックレコーズ   | CD           | SRCL3204     | CD-BOX『TEENBEAT BOX』収録                       | [ 101 ]         |
| 7   | 2001年4月25日  | ソニー・ミュージックレコーズ   | CD           | SRCL5076     | 紙ジャケット仕様（限定生産品）                   | [ 102 ] [ 103 ] |
| 8   | 2004年10月27日 | ソニー・ミュージックレコーズ   | SACD Hybrid  | SRCL10011    | CD-BOX『TEENBEAT BOX 13th MEMORIAL VERSION』収録 | [ 104 ] [ 105 ] |
| 9   | 2007年4月25日  | ソニー・ミュージックレコーズ   | CD           | SRCL6531     | CD-BOX『71/71』収録                              | [ 106 ] [ 107 ] |
| 10  | 2009年4月22日  | ソニー・ミュージックレコーズ   | BSCD         | SRCL20001    | 24ビット・デジタル・リマスタリング（限定生産品） | [ 108 ] [ 109 ] |
| 11  | 2010年4月1日   | ソニー・ミュージックレーベルズ | AAC-LC       | -            | デジタル・ダウンロード                           | [ 110 ]         |
| 12  | 2010年4月1日   | ソニー・ミュージックレーベルズ | ロスレスFLAC | -            | デジタル・ダウンロード                           | [ 111 ]         |
| 13  | 2013年9月11日  | ソニー・ミュージックレコーズ   | BSCD2        | SRCL-30001   |                                                  | [ 112 ] [ 113 ] |
| 14  | 2015年11月25日 | ソニー・ミュージックレコーズ   | LP           | SRJL-1100    | LP-BOX『RECORDS : YUTAKA OZAKI』に収録           | [ 114 ]         |
| 15  | 2015年11月25日 | ソニー・ミュージックレコーズ   | CT           | SRTL-2219    |                                                  | [ 115 ]         |
| 16  | 2015年11月25日 | ソニー・ミュージックレーベルズ | ハイレゾFLAC | -            | デジタル・ダウンロード                           | [ 116 ]         |